# Oliver Pospíšil
Oliver Pospíšil (* 14. června 1970 Brno) je český politik a manažer, v letech 2002 až 2020 zastupitel města Brna (v letech 2006 až 2014 a opět 2018 až 2020 též náměstek primátora), v letech 1998 až 2018 zastupitel MČ Brno-Řečkovice a Mokrá Hora (v letech 2002 až 2006 a opět 2014 až 2018 též místostarosta MČ), člen ČSSD. Od dubna 2020 je tajemníkem Magistrátu města Brna.

## Život
V letech 1984 až 1988 absolvoval obor technologie pojiv na Střední průmyslové škole v Hranicích a následně v letech 1988 až 1993 vystudoval obor materiálové inženýrství na Fakultě stavební Vysokého učení technického v Brně (získal titul Ing.). Mezi lety 1993 a 2002 působil ve stavebně expertizní a znalecké kanceláři, kde se věnoval především oceňování nemovitostí.
Později se uvádí jako obchodní manažer výzkumného centra AdMaS při VUT v Brně. V letech 1997 až 2004 byl také jednatelem, společníkem a odpovědným zástupcem ve firmě Trier. Působil také jako místopředseda dozorčí rady akciové společnosti JIŽNÍ CENTRUM BRNO (2003 až 2007), člen dozorčí rady akciové společnosti Brněnské komunikace (2003 až 2007), člen dozorčí rady akciové společnosti STAREZ – SPORT (2005 až 2007) a místopředseda Sdružení obcí a měst jižní Moravy (2011 až 2015).
Oliver Pospíšil je od roku 1993 ženatý a má tři děti (dva syny a jednu dceru). Žije v Brně, konkrétně v části Mokrá Hora.

## Politická kariéra
Od roku 1995 je členem ČSSD, v letech 1999 až 2009 byl předsedou Místní organizace ČSSD Brno-Řečkovice a Mokrá Hora. V roce 2010 byl manažerem volební kampaně sociálních demokratů pro komunální volby v roce 2010. Od roku 1999 byl členem Městského výkonného výboru ČSSD Brno-město, kterému v letech 2015 až 2020 také předsedal.
V komunálních volbách v roce 1998 byl za ČSSD zvolen zastupitelem Městské části Brno-Řečkovice a Mokrá Hora. Mandát zastupitele městské části pak obhájil ve volbách v letech 2002, 2006, 2010 a 2014. V letech 1998 až 2002 byl předsedou Kontrolního výboru a v letech 2002 až 2006 místostarostou městské části. V listopadu 2014 se stal 2. (neuvolněným) místostarostou s působností pro odbor sociálních věcí a zdravotnictví, oddělení sekretariátu.
V komunálních volbách v roce 1998 se také pokoušel za ČSSD dostat do Zastupitelstva města Brna, ale neuspěl. Zastupitelem tak byl zvolen až ve volbách v roce 2002 a následně působil jako člen Finančního výboru a místopředseda Komise majetkové. Mandát zastupitele města pak obhájil ve volbách v letech 2006, 2010 a 2014. V letech 2006 až 2014 byl náměstkem primátora Romana Onderky pro oblast hospodářskou. Od roku 2010 působil také jako člen Komise bydlení a Komise majetkové a od roku 2014 předsedal Kontrolnímu výboru.
V komunálních volbách v roce 2018 do Zastupitelstva města Brna byl lídrem kandidátky ČSSD a tudíž i kandidátem této strany na post primátora města. Ve volbách získal post zastupitele města (obdržel 8 496 preferenčních hlasů), do zastupitelstva městské části již nekandidoval. V rámci nové koalice "ODS s podporou Svobodných", KDU-ČSL, Piráti a ČSSD se stal dne 20. listopadu 2018 třetím náměstkem primátorky pro oblast bydlení a správy majetku. V březnu 2020 vyhrál výběrové řízení na pozici tajemníka Magistrátu města Brna, funkce se ujal dne 1. dubna 2020. Ještě předtím dne 31. března 2020 rezignoval na mandát zastupitele města Brna a tím pádem i na post náměstka primátorky.
Ve volbách do Poslanecké sněmovny PČR v roce 2006 kandidoval za ČSSD v Jihomoravském kraji, ale neuspěl.